# مجموعه رباط خان
مجموعه رباط خان مربوط به دوره صفوی - دوره قاجار است و در جنوب غربی شهرستان طبس، جوار روستای رباط خان واقع شده و این اثر در تاریخ ۲۲ تیر ۱۳۷۹ با شمارهٔ ثبت ۲۷۵۲ به‌عنوان یکی از آثار ملی ایران به ثبت رسیده است.